# Qadariyya
Qadariyya (in arabo ﻗﺪﺭﻳـة‎?) è stato un movimento teologico-politico del primo Islam, opposto al cosiddetto Giabrismo.
L'islamista tedesco Josef van Ess, nel lemma da lui curato per l'Encyclopaedia of Islam, lo definisce come favorevole a ciò che, in ambito culturale cristiano occidentale, fu definito liberum arbitrium, ponendo come termine ultimo della sua espressione l'inizio del III secolo del calendario islamico, equivalente al IX secolo dell'Era Volgare, quando si consolidò definitivamente il movimento della Muʿtazila che della Qadariyya assorbì vari tratti caratterizzanti, pur chiamandola abbastanza frequentemente "Murgiʾa.
La parola sembra derivare dal sostantivo arabo qadar (in arabo ﻗﺪﺭ‎?), "potere", o da qudra (in arabo ﻗﺪﺭة‎?), che significa "possibilità [di agire]", riferito appunto alla possibilità da parte dell'uomo - pur creato da Allah - di agire autonomamente, in piena libertà di giudizio, addossandosene le conseguenze.